# Она (приток Уды)
Она́ (бур. Анаа) — река на юге Восточной Сибири, приток Уды. Протекает по территории Хоринского района Бурятии.
Длина реки — 173 км. Площадь водосборного бассейна — 3700 км².

## География
Берёт начало на южном склоне водораздела хребта Улан-Бургасы, на высоте 1562,4 м. Первоначально бежит в узкой таёжной лощине, длиной около 35 км, имеющей направление на юго-восток.
Далее, на высоте 930 м, река поворачивает под прямым углом на юго-запад, и течёт между хребтами Курбинским и Зусы. В 13 км до устья от Оны слева отходит протока Зэргэлэй, бегущая параллельно и восточнее основному потоку в 0,5—2,5 км. Два водотока впадают в Уду ниже села Хоринска, на расстоянии 2,5 км один от другого.
На Оне расположены населённые пункты Хоринского района (сверху вниз): Майла, Алан, Анинск. Выше устья реки расположен районный центр — село Хоринск. На правобережье реки находится один из старейших буддийских монастырей Бурятии — Анинский дацан.

## Притоки
Объекты перечислены по порядку от устья к истоку.
- 20 км: Барун-Ален
- 44 км: Худак
- 45 км: Большой Куль
- 66 км: Нижняя Майла
- 70 км: Майла-Горхон
- 79 км: Хомый
- 95 км: Ара-Ашаньга
- 95 км: Мэлдэлген (Средний Мэлдэлген)
- 101 км: Додо-Хыбыкта
- 115 км: Верхняя Хыбыкта
- 121 км: река без названия
- 133 км: река без названия
- 135 км: Майлата
- 150 км: Тага
- 158 км: Жиронда
- 166 км: река без названия
- 170 км: река без названия
- 173 км: река без названия
- 173 км: Левая Она
- 173 км: Правая Она